# نادين (رسوم متحركة)
نادين مسلسل رسوم متحركة أمريكي يتكون من 3 أجزاء عرض لأول مره في 14 سبتمبر 1993 واستمر عرضه حتى 1 مارس 2001 . تمت دبلجة المسلسل للغة العربية بواسطة مركز الزهرة وعرض على قناة سبيس تون .

## الممثلون

### الجزء الأول
الراوي :
- عادل أبو حسون

### الجزء الثاني
الراوية :
- فاطمة سعد

## القصة
هو مسلسل كرتوني أمريكي مدبلج للعربية ، عن فتاة صغيرة تسبب المشكلات لمعلماتها وصديقاتها .

## روابط خارجية
- نادين على موقع IMDb (الإنجليزية)
- نادين على موقع ميتاكريتيك (الإنجليزية)
- نادين على موقع روتن توميتوز (الإنجليزية)
- نادين على موقع كينوبويسك (الروسية)
- نادين على موقع قاعدة بيانات الفيلم (الإنجليزية)
- نادين على موقع قاعدة بيانات الفيلم (الإنجليزية)
- Intro sequence to the TV show على يوتيوب